# Elaphria hemipolia
Elaphria hemipolia là một loài bướm đêm trong họ Noctuidae.